# Orscholz
Orscholz est un ortsteil de la commune allemande de Mettlach en Sarre.

## Géographie
| Faha       | Weiten   |          |
| Oberleuken | Orscholz | Mettlach |
| Hellendorf | Tünsdorf | Nohn     |

## Histoire
Orscholz était avant 1790 une communauté lorraine du bailliage de Bouzonville, religieusement rattachée au diocèse de Trèves. 
Fut ensuite une commune de Moselle dans l'arrondissement de Thionville et le canton de Sierck, puis fut cédé à la Prusse en 1815,. 
Orscholz devint alors une commune allemande indépendante jusqu'au 1er janvier 1974, date de son rattachement à Mettlach.

### Édifices civils

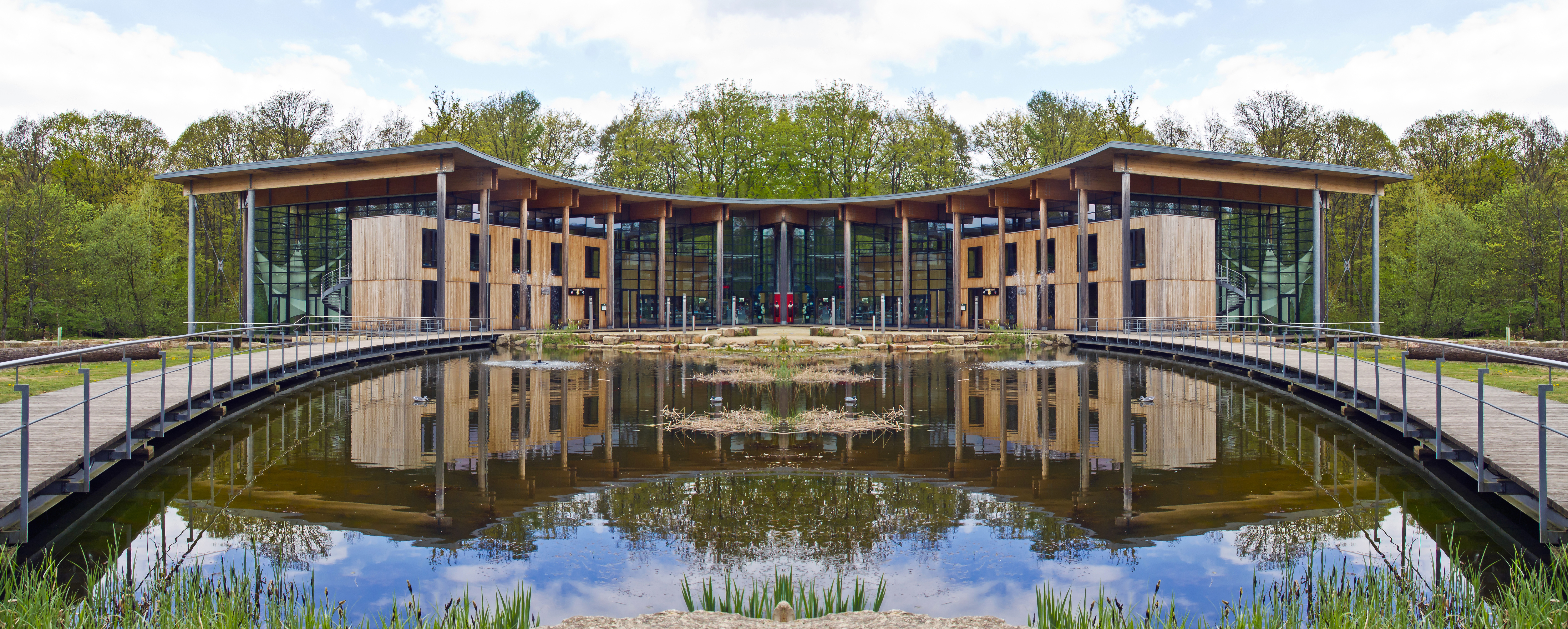
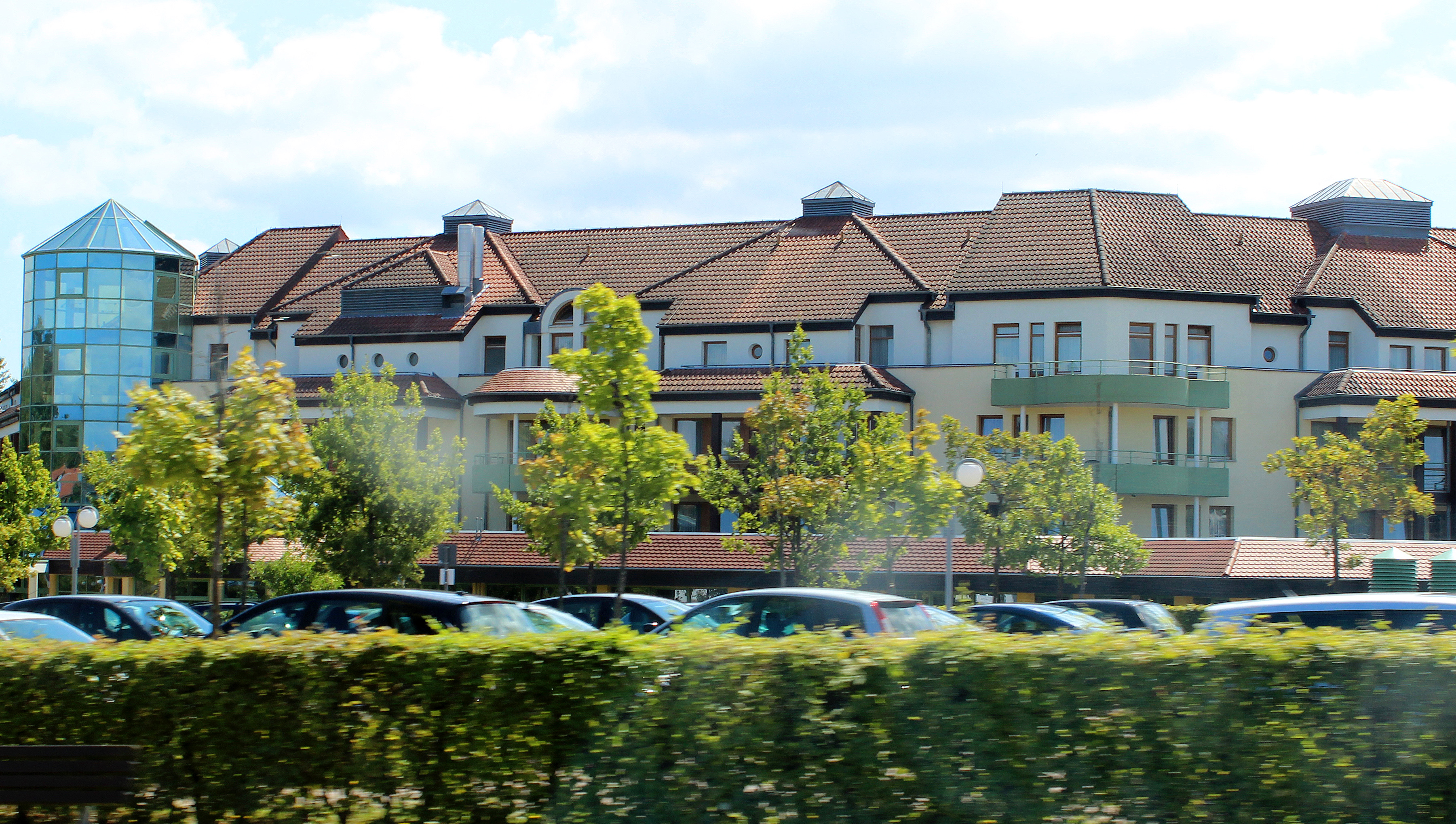
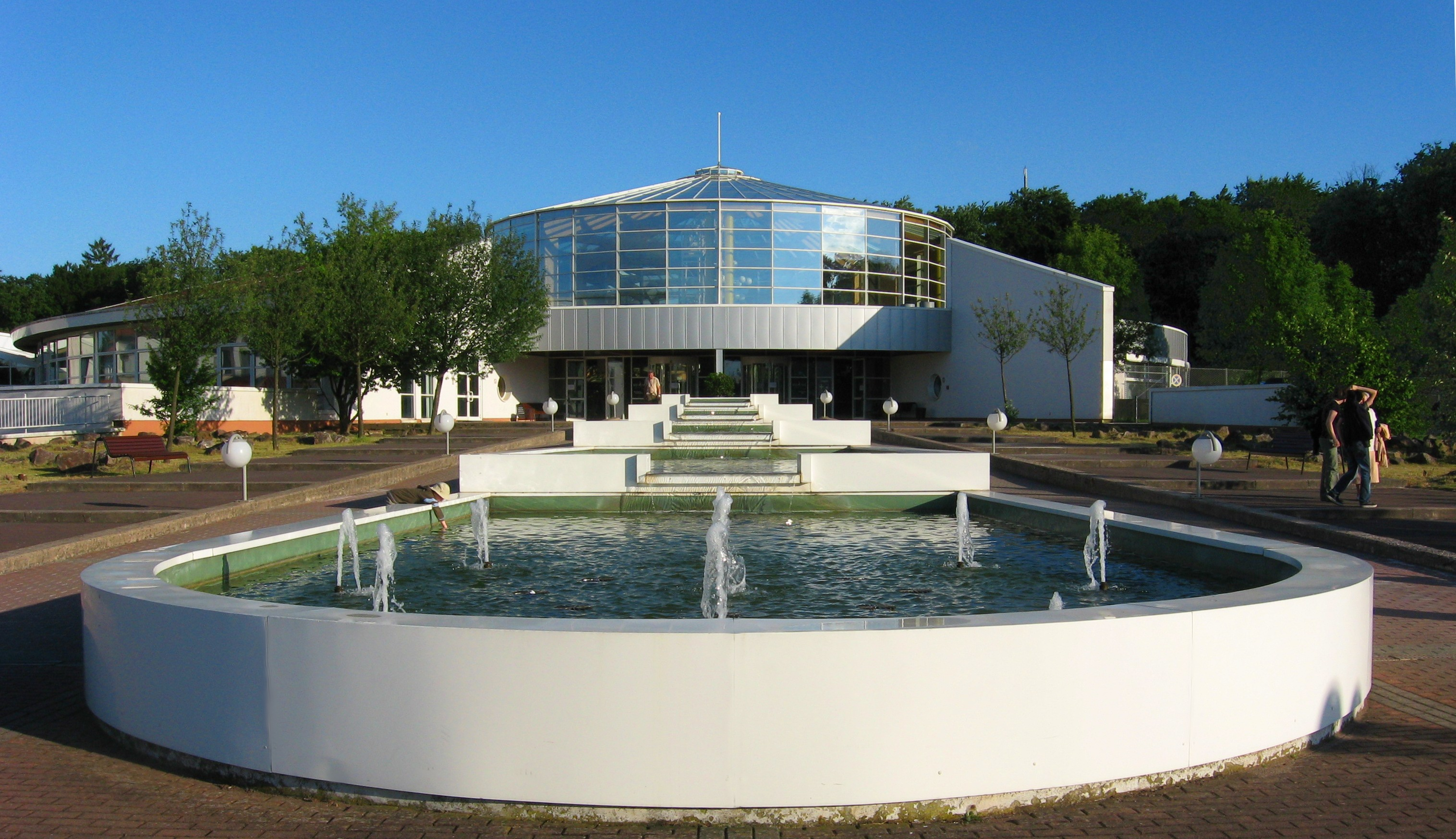

### Édifices religieux

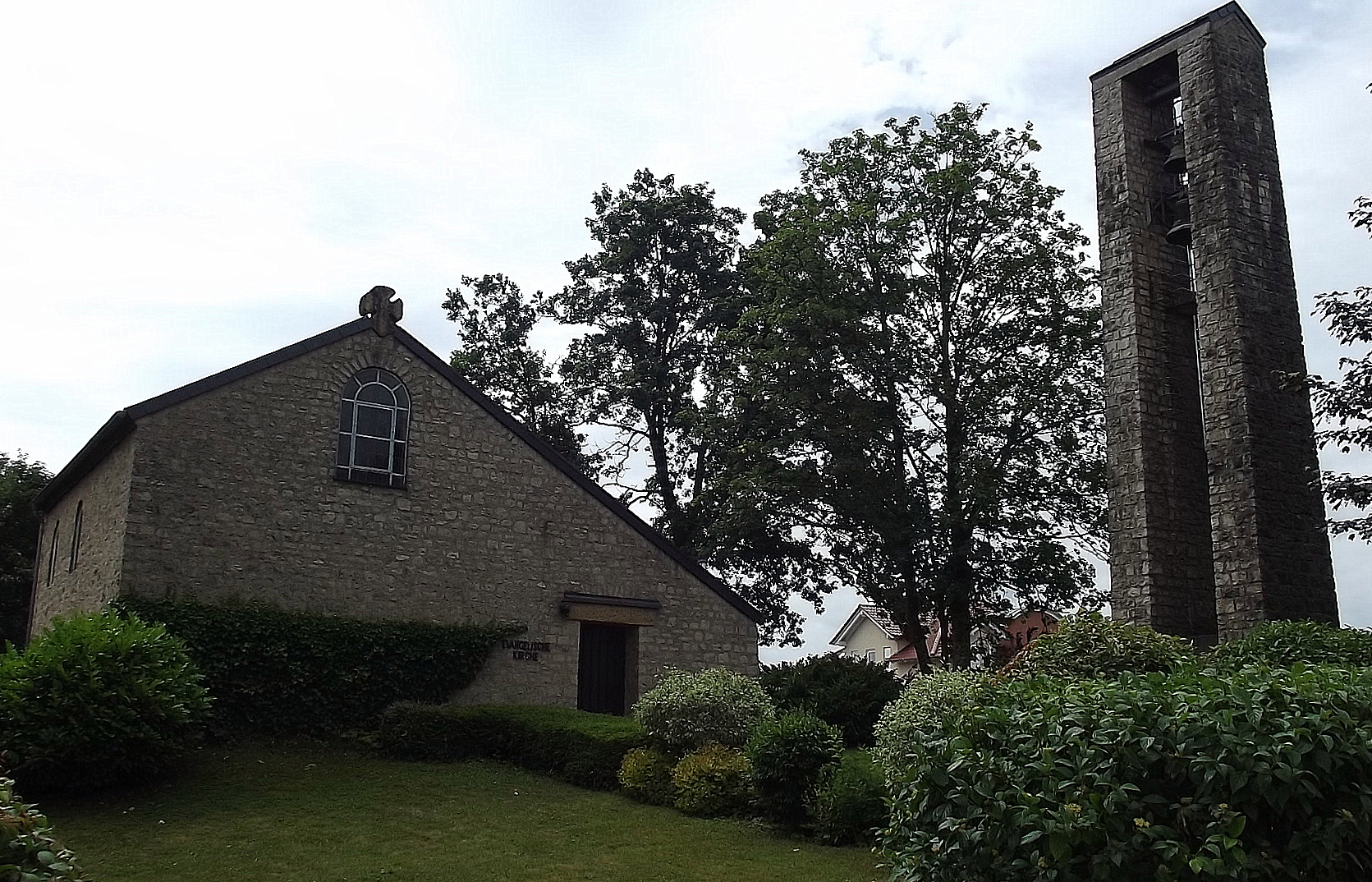
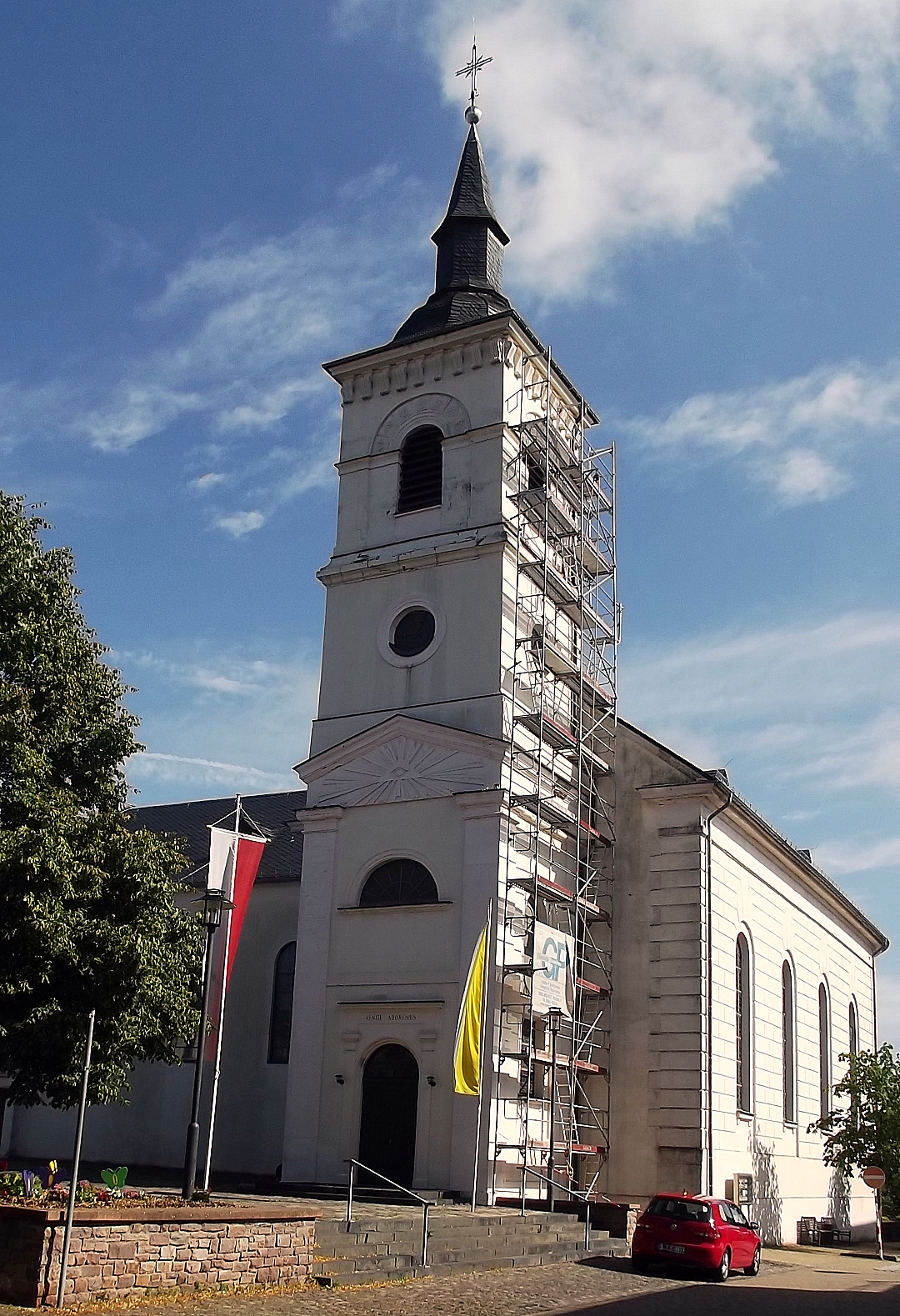

## Jumelages
- Belligné (France) depuis 1987